# Chaloenus basalis
Chaloenus basalis es un coleóptero de la familia Chrysomelidae.
Fue descrita científicamente en 1943 por Bryant.